# Bruch, Bernkastel-Wittlich
Bruch là một đô thị thuộc huyện Bernkastel-Wittlich bang Rheinland-Pfalz, phía tây nước Đức. Đô thị Bruch, Bernkastel-Wittlich có diện tích 8,63 km².